# Буря (фільм, 1928)
Буря (англ. Tempest) — американська мелодрама режисера Сема Тейлора 1928 року з Джоном Беррімором в головній ролі.

## Сюжет
Історія кохання і пристрасті простого солдата з селян, що вибився своїми здібностями і старанністю в офіцери, і аристократки, дочки генерала, на тлі першої світової війни і революції в Росії.

## У ролях
- Джон Беррімор — сержант Іван Марков
- Камілла Хорн — принцеса Тамара
- Луїс Волхайм — сержант Бульба
- Борис де Фаст — коробейник
- Джордж Фосетт — генерал
- Улльріх Хаупт — капітан
- Майкл Вісарофф — охоронець